# Oblomov
Oblomov (Russisch: Обломов, uitspraak ongeveer ablòmaf, met klemtoon op de o) is de bekendste roman van de Russische schrijver Ivan Gontsjarov. De roman, die in 1858 voor het eerst verscheen, is genoemd naar de hoofdpersoon, de jonge en genereuze Russische edelman Ilja Oblomov die niet in staat is besluiten te nemen of tot actie over te gaan. De eerste 150 bladzijden van het boek kan hij zelfs niet uit zijn bed komen, en ook in andere delen van het boek bevindt hij zich nogal eens in bed. Zijn passiviteit kost hem de liefde van Olga, die uiteindelijk kiest voor zijn energieke en gedisciplineerde jeugdvriend Andrej Stolz.
Behalve in die van Oblomov en Stolz munt Gontsjarov uit in de beschrijving van diverse personages uit Oblomovs omgeving: diens bediende Zachar en de 'onbestemde persoon' Ivan Andrejevitsj Aleksejev (of Andrejev, want hij was zo onopvallend dat niemand zijn naam goed kon onthouden). Ook de lange winteravonden op het landgoed Oblomovka worden in hun loomheid treffend tot leven gebracht.
De toenmalige Russische minister van Onderwijs Kovaleski schreef over deze roman: "De held is een van die door de natuur rijkelijk bedeelde, maar zorgeloze en luie naturen, die hun leven doorbrengen zonder nut voor anderen en die er niet in slagen hun eigen geluk te grijpen. De kwaliteiten van het boek liggen in de artistieke uitvoering en de uitdieping van de details, waardoor het werk van de heer Gontsjarov zich onderscheidt." Naar aanleiding van dit werk schreef Dobroljoebov het boek Wat is oblomovisme?.
Oblomov wordt vaak beschouwd als de ultieme incarnatie van de overbodige man, een stereotiepe figuur uit de 19e-eeuwse Russische literatuur. De naam werd synoniem voor 'luiaard'. Daarentegen merkt Karel van het Reve op dat Oblomov niet zozeer lui is, maar, interessanter, “een grote weerzin [voelt] als van hem verwacht wordt zich druk te maken over de dingen waar iedereen zich druk over maakt.”
Het boek werd in 1979 verfilmd door de Russische regisseur Nikita Michalkov, met Oleg Tabakov in de hoofdrol.

## Nederlandse vertalingen
Het boek is in het Nederlands vertaald door Else Bukowska (1938), Wils Huisman (1958) en Arthur Langeveld (1994).